# Кубофутуризм

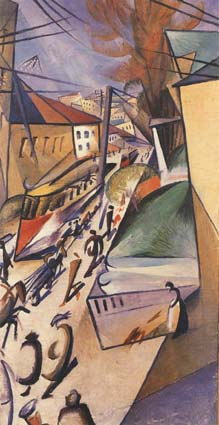
О.Богомазов.Трамвай.1914р.

Кубофутури́зм — (угруповання «Гілея») — течія в футуризмі, до якої належали  Велимир Хлєбников,  брати  Володимир та  Давид Бурлюки,  В. Каменський, О. Гуро, Н.Гончарова,  О.Розанова,  Н.Удальцова,  В.Меллер,  В. Баранов-Росіне, О.Богомазов, O.Екстер, I.Пуні   рання творчість Володимира Маяковського.

## Походження
Термін «кубофутуризм» виник з назв двох живописних напрямків: французького кубізму та італійського футуризму, які, здавалось би, важко синтезувати. Адже кубізм, хоча й розкладав (на «аналітичній» стадії свого розвитку) предмети і фігури, в цілому прагнув до конструктивності, до архітектоніки. Футуризм же – це надзвичайна динаміка, що руйнує конструкцію. Його кумири – рух, швидкість, енергія, він схиляється перед сучасною машиною, в якій бачить втілення естетичного ідеалу. Однак саме українські авангардні живописці – при більшому тяжінні до кубізму – об’єдналися під назвою кубофутуризму. Звільняючись від прямого наслідування натури, художники одержали певну свободу по-своєму інтерпретувати світ.

## Історія кубофутуризму в Україні
Першу виставку нового мистецтва в Україні, названу «Ланкою», за спогадами художника Д. Бурлюка, громадськість не сприйняла, а критика «зухвало обілляла брудом». 1914 року новоутворена група «Кільце» влаштувала свою (через світову війну першу і останню) виставку, в якій взяв участь 21 художник. У передмові до каталогу виставки, крім маніфестації основних теоретичних положень, було сказано: «Ми доводимо існування в нашому місті творчих сил».
Художник О. Богомазов – поет за світовідчуттям і аналітик за складом мислення – вже у 1913–1914 роках створив десятки картин, акварелей та рисунків, в яких відчутний подих різних течій початку століття – експресіонізму, неопримітивізму, абстракціонізму. Та будучи прихильником і теоретиком кубофутуризму, він пише трактат «Живопис і елементи» – блискучу теоретичну розвідку про те, як темп і ритм зовнішнього життя перекладається художньою особистістю на мову живопису. «Світ виповнений енергією руху, – розмірковує автор, – і спостережливе око бачить динаміку навіть у статичному предметі («гора насувається», «рейки біжать», «стежка в’ється»)». Предмет для кубофутуриста – не інертна матерія: «Київ у своєму пластичному об’ємі виповнений прекрасного і розмаїтого глибокого динамізму. Тут вулиці впираються у небо, форми напружені, лінії енергійні, вони падають, розбиваються, співають і грають». Художник, розуміючи це, може зімітувати своє переживання за допомогою ліній і форм. «Людина штовхає тачку вулицею додолу, – тлумачить О. Богомазов свою картину з подібною назвою. – Довгі прямі лінії дерев’яних ручок, кут, утворений ящиком, рухлива постать людини і коліс творить такий натиск руху, що викликає в сусідніх будинках опір та ілюзію руху, протилежного тачці. Ясно спостерігається, як лінії чотириповерхового будинку наче пручаються, змінюють свій напрямок, щоби встояти і не бути зметеними концентрованим рухом тачки і людини.»
Трактат О. Богомазова споріднений з теоретичною роботою абстракціоніста В. Кандинського «Про духовне у мистецтві» і книгою Глеза-Метценже «Про кубізм». Але глибина і переконливість обґрунтування нового мистецтва робить його працю безприкладною. Про Богомазова кажуть, що він поставив кубофутуристичний зір не лише художникам, а й поетам: «Трикутні скелі, призматичні кручі, зигзаг розколин, креслених по них, кристали гір, зубчасті та блискучі . Піднісся конус нової гори» – це рядки з вірша М. Бажана про Кавказ.
Як і всі кубофутуристи, Богомазов віддає перевагу урбаністичним сюжетам («Потяг», «Базар», «Київ. Гончарка»), але на відміну від італійського футуриста Марінетті, що з гіркотою ганьбив свою Венецію («ринок лахмітників»), від інших, хто трактував тему міста як місця, де руйнується і гине особистість, він вважав, що « . місто б’є особистість, але воно таки може і викувати й’«. Перенапружений урбанізм французьких кубістів та італійських футуристів у Богомазова пом’якшувався. Темп і тіснява міста у нього поєднується з м’якими рухами людей.
Українські художники прагнули наситити світ кубізму барвистістю, почерпнутою з народної творчості – кераміки, лубків, ікон, вишиванок, ляльок, килимів, писанок, де зберігалася близькість до таємничих стихій життя. Тут немає прямих стилізацій, проте є ясна, ритмічна мова кольорів, які звучать дзвінко, локально, наділені силою, але зберігають при цьому вишукану палітру – синьо-фіолетові гами, джерело яких, з одного боку, – вплив фіолетових уподобань М. Врубеля та О. Мурашка, а, з другого, – колорит стародавніх київських мозаїк.
Яскравою художньою особистістю був Казимир Малевич, творець супрематизму. Він хоч і жив значну частину життя поза Україною, але, українець за походженням, ніколи не поривав зв’язків з нею. Бажаючи виразити «чисте», незалежне від матерії духовне буття, художник мав відмовитися від земних «орієнтирів» і подивитись на навколишні речі наче з космосу. Тому у безпредметних картинах Малевича зникає уявлення про земні «верх» і «низ», «ліве» і «праве» – всі напрямки рівноправні, як у Всесвіті, де відсутнє земне тяжіння. Художник і теоретично обґрунтовував своє розуміння твору мистецтва як самостійного планетного світу. Малевич, власне, творить картину виходу людини у космос (вираз «супутник Землі», до речі, вигадав цей художник). Так в картині Жінка з відрами циліндричні елементи, конічні, відрегульовані і відновлюють рух селянського маршу та розмір тіл.
А що означають відомі квадрати Малевича – чорний, червоний, білий? А хрест, а коло? Можливо, в них ті психологічні архетипи, що лягли колись в основу таємничої мови українських орнаментів, ті «езотеричні» знаки, якими кодувався діалог людини з космосом у прадавні часи, що й стало, зокрема, мотивом вишивок на рушниках чи візерунків килимів, писанок. Недарма свій «Червоний квадрат» 1915 р. Малевич характеризував як «живописний реалізм селянки у двох вимірах».

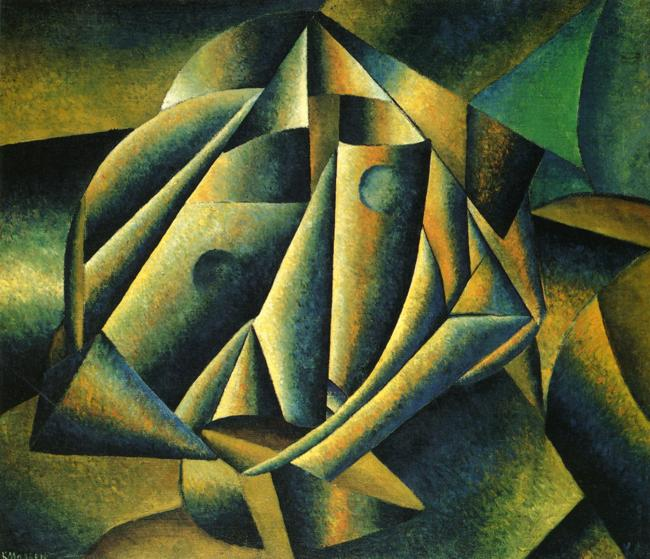
К.Малевич.Голова Симпатичної Дівчини.1912-1913рр.

З кінця 1920-х років Малевич звертається, як і на початку свого шляху, до зображальності, але збагаченої досягненнями супрематизму, який допоміг художникові віднайти у чистому виглядові найпростіші елементи, що складають фундамент художнього образу. Дуже точно це помітив В. Шкловський: «Супрематисти зробили у мистецтві те, що зроблено у медицині хіміком. Вони виділили діючу частину засобів».
До пізнього Малевича сучасні мистецтвознавці додають прізвисько Мужицький (за аналогією з Пітером Брейгелем Старшим), оскільки його основними персонажами стали селяни. Наприкінці 20-х років він знайшов притулок у Київському художньому інституті і почав тут малювати синяву неба, лани, як смугасте рядно, селян і селянок, що увібрали в себе риси й енергію всепотужної природи. Застиглі, напружені – вони не мають індивідуальних риє, як і природа, що, за висловом художника, «як маска, що приховує свою багатоликість». В цілому оптимістичний, його доробок містить і картини, які можна трактувати як відгук на трагічні зміни у селянському житті. Можливо, художник передчував трагедію 1933-го року, бо найчастіше вживані ним атрибути цього часу – труна, хрест, сніп. На його ескізі бачимо селянина з хрестом розп’яття на обличчі, з хрестами на «босих ногах і долонях ритуальне піднесених рук. Зовсім незадовго до голодомору написаний селянин з чорним обличчям, чорними руками і ногами, з червоно-чорним хрестом і біло-червоним хрестоподібним мечем. Він біжить різнобарвними смугами рівнини на фоні синього неба. Попри веселі кольорові смуги і два супрематичні будинки – червоний та білий – пейзаж дихає якоюсь пусткою і безнадією.
Безпосередніми учнями майстра у Києві, що багато працювали в напрямку можливостей кубізму, конструктивізму, супрематизму, були О. Хвостенко-Хвостов («Crescendo» з рухливих кольорових конструкцій), В. Єрмилов (оформлення площ і вулиць Харкова до революційних свят, плакати, інтер’єри). Новітнє мистецтво творили В. Паульмов («Рибалка», «Дачники»); Н. Редько («Світло і тінь симетрії», цикл «Електроорганізми»). Кубофутуристами тією чи іншою мірою були Г. Собачко-Шостак («Рух кольору», «Тривога»), М. Лисицький («Композиція»), Д. Бурлюк («Козак Мамай», «Жнива»), В. Меллер («Ассирійські пісні»), А. Петрицький («Ексцентричний танок» «Композиція»). «Футуристичний портрет» написав і один із творців стилю «модерн» Г. Нарбут.
Багато хто з тогочасних художників плідно працював у театрально-декораційному живопису (сценографії). Їм подобалося відтворювати атмосферу якоїсь історичної епохи. Вони то писали сцени життя як театралізовані вистави, то тлумачили дійсність як суцільний театр, де панує не повсякденність, а реальність вищого ґатунку. Блискуче виявив себе у сценографії талант сподвижниці О. Богомазова – О. Екстер, яка склалася як художник у Києві, пізніше відкрила художню школу в Одесі, а у 20-ті роки її діяльність пов’язана з паризькою «Академі модерн». Вона уславилася своїми картинами, ескізами, костюмами, декораціями, в яких представлене протистояння трагічних нерозв’язних суперечностей, античне відчуття неможливості упорядкування світу, трепету перед нескінченним хаосом пристрастей і ворожих сил. Так у «Сценічних конструкціях до трагедії» (що призначалися не для конкретного спектаклю, а для трагедії взагалі) пластика будується на одночасності двох актуальних тем: грандіозних перекладок, які розходяться променями від двох сходових маршів, вертикальних арок, які постають у них на шляху. Вони не просто існують одночасно, вони начебто встромлюються одна в одну.
Протистояння підкреслюється і кольором: горизонтальна система червона, вертикальні арки чорні, із золотим контуром. Ніяких відтінків, переходів – ніяких компромісів, жодна з тем не хоче відступати. Великої емоційної сили творові надає поєднання чорного і червоного – традиційне для української кольорової гами (згадаємо вишиванки) поєднання, яке, за В. Кандинським, означає найвищу напругу людських сил, трагізм життя.
Яскраво виразили себе у сценографії й О. Хвостенко-Хвостов (ескіз Декорацій до спектаклю «Містерія-буф», до вагнерівських «Валькірій», ескізи костюмів до харківської постановки опери С. Прокоф’єва «Любов до трьох апельсинів»), В. Меллер (ескізи костюмів до п’єси Карнавал» у київському театрі «Мистецтво дії»).
Мав пряме відношення до сценографії і художник Анатоль Петрицький. Він виконав вражаючі за образністю і безпомилковим відчуттям епохи театральні строї та декорації для курбасівського «Молодого театру», для Музичної драми. Першого театру Української радянської республіки ім. Т. Шевченка, театру ім. І. Франка, ім. Лесі Українки, оперного. Фантазія, «мальовничість, вишуканість колориту відзначали всі його роботи. Уславився Петрицький і картинами («Натурщиця», «Інваліди»), а головне – портретами діячів української культури. Ціле десятиріччя (від 1922 р.) він портретував письменників, композиторів, режисерів, Політичних діячів. Ця портретна галерея української інтелігенції Позначена артистизмом, динамічною напруженістю героїв, гострою забарвленістю образу, яка часом нагадує шаржування. У всіх портретах – обов’язковий метафорично-асоціативний ключ до образу. Композитора М. Вериківського, наприклад, зображено в процесі диригування – руки композитора акцентовані великою чорною плямою, яка, увиразнюючи їхню форму (світлі на чорному тлі), створює живописний акорд, що асоціюється з акордом музичним. Портрет М. Хвильового написаний у розпалі його цькування – менш ніж за рік до самогубства. Портрет запам’ятався багатьом «трагічною тінню на обличчі» (за словами Т. Масенка).
Подальша доля портретної галереї Петрицького, що нараховувала понад 60 творів, склалася драматично: коли репресували героїв, спалювалися й їхні портретні зображення. Тільки частина їх збереглася у музейних фондах чи збірках приватних осіб, а деякі – у фотовідбитках.
Школа монументального українського мистецтва, представлена творчістю Михайла Бойчука і його учнів, надихалася формами візантійських ікон, релігійного Ренесансу, живописного примітивізму безіменних українських малярів минулих віків. В основі естетики тогочасного монументального живопису – уникнення зайвих деталей, випадкових, не характерних ракурсів; схематизація, простота, сила і – з почуттям віри – велич; зверненість до національних перлин та авангардність художньої мови, яку можна назвати конструктивізмом. Обдарованими «бойчукістами» виявили себе В. Седлер, І. Падалка, М. Рокицький, М. Юнак, О. Павленко.
Твори «бойчукістів» 20–30-х років: розписи Червоноармійських луцьких казарм, оформлення Київського оперного театру до І Всеукраїнського з’їзду Рад, Київського кооперативного інституту. Всеукраїнського селянського санаторію ім. ВУЦВК на Хаджибеївському лимані і Харківського Червонозаводського театру — перші в усьому радянському мистецтві значні монументальні ансамблі. У розписах багато плакатності, сильні впливи традицій ікони, лубка, народних картин, графіки й романтичних надій часу. До наших часів лишилися тільки уламки доробку М. Бойчука. Разом з дружиною він був репресований за «іконописний» формалізм і «буржуазний націоналізм».
Український живописний авангард, як кожний великий стиль, має наднаціональний характер. Однак такі його риси, як колористичне багатство (чого ми не знайдемо ні у французькому кубізмі, ні в німецькому експресіонізмі, де колір використовували здебільшого для підкреслення фактури, матеріальності предмета, стану людини), як присутність у фарбах, у формах елементів середньовічної ікони (чергування кутів і овалів, які мали священне символічне значення), а також колориту київських мозаїк (з їх шляхетними рубіновими, смарагдовими, золотистими гамами, що перериваються темними згустками фарб) і, нарешті, декоративність (запозичена з українського селянського побуту, взята від хати-мазанки) – вся вітальна сила селянського мистецтва надають йому певної національної специфіки.
Гордістю українського авангардного мистецтва є також всесвітньо відомий скульптор-кубофутурист Олександр Архипенко (1887– 1964). З 20-річного віку він жив і працював за кордоном, завоювавши всесвітнє визнання, титул «генія скульптури», проторувавши дорогу іншим видатним майстрам – Генрі Муру, Джакометті, Калдеру та ін.
Завдяки своїм експериментам з формою він одержав цілком новий принцип пластичного вираження, його самобутність виявила себе вже у перших юнацьких роботах «Мисль», «Відчай», «Запорожець», «Юда». Архипенко зображав не мислителя, а мисль, не людину в розпачі – відчай. Експресіонізм – прагнення до узагальненої передачі певних станів – заклав підвалини його подальших символізованих безособових образів – «Дитина», «Негритянка», біблійна «Сусанна». Архипенка приваблювали образи архаїчні, наповнені волею до життя, оті «половецькі баби», що стояли по українських степах як вартові вічності.
У кубізмі його привабило те, як живописці працювали із формою: подібно до поетів, вони римували, ритмізували, досягали гармонійного звучання, зіставляючи куби й овали. Кубофутуризм Архипенка – це теж динаміка кутів, кіл, конусів, ромбів у нескінченному коло-обігу. Він зважився на небачену доти річ: покрив веселковими кольорами грані й площини своїх скульптур і зробив їх форми рухливими. Такий «П'єро-карусель», в якому обертаються і хитаються всі осі цієї непосидючої фігури, складеної з ромбів, кіл, конусів.
Скульптор постійно експериментує, створюючи абсолютно новаторські речі. Так, образ паризького циркача «Медрано» сконструйовано з металу, дерева, скла. Це перший у XX ст. «мобіль» – робот, своєрідна машина для демонстрації змінних набірних кольорових зображень, їх названо «архипентурою»: цей спосіб живопису справляє враження справжнього руху. Тут головне не сюжет, а постійна мінливість. О. Архипенко любив такий матеріал, як випалена глина-теракота – за прихований в ній вогонь життя, теплоту, але водночас робив скульптуру з плексигласу, підсвіченого зсередини, що надавало скульптурам світлосяйної прозорості. Новаторським стало й тлумачення скульптором простору між частинами скульптури, які він порівнював з музичними паузами. У Дев’ятій симфонії Бетховена, пише він, двічі трапляється довга пауза, що породжує таємницю і напруження. Використання тиші і звуку в симфонії подібне до застосування значущого простору і матеріалу в скульптурі. Спираючись на цю концепцію, він почав моделювати простір і йому пощастило досягти своєї мети 1913 року у статуї «Жінка, що йде». Метафізична основа е і в іншого винаходу – увігнутостей в скульптурі, які теж сприймаються як символи відсутніх форм і відкриті для асоціацій та зіставлень.
У мистецтві, вважав Архипенко, слід уникати конкретності, щоб упоратися з такими абстрактними елементами, як символ, асоціація і відносність. Тому й уникав етнографізму. Лише окремі деталі одягу персонажів чи характер орнаменту мають національну забарвленість у скульптурах «Жозефіна Бонапарт», «Стародавня єгиптянка», «Арабка». Ритми різних часів і народів, але й українські історичні глибини даються тут взнаки: магія трипільської культури (фігурки з птахоподібними головами), мотив мозаїк Київської Русі («Рожевий торс на мозаїчному тлі»), впливи українського бароко. Бронзове погруддя – портрет відомого в світі диригента В. Менгельберга (подарований автором Києву) виконано в дусі «необароко»: диригент, переживаючи бурю бетховенського твору, виказує пристрасть, шал і пафос.
Немов архаїчний майстер, великий скульптор насичував пластичні форми магічною символікою, його роботи начебто невикінчені, фрагментарні, не деталізовані – а тому й справляють враження первісності, вічного творення життя.
Український мистецький авангард творив справді високе мистецтво. 10–20-ті роки становлять собою цілу епоху в житті України. В цей період істинно ренесансного злету Україна показала, яке багатство талантів і обдарувань має наш народ. Митці й науковці натхненно, наполегливо працювали у різних умовах – і колоніального існування в останні імперські роки, і в суворі, жорстокі часи війни й революції, і в перші – ще сприятливі для розбудови національної культури – пореволюційні роки; творили надзвичайно інтенсивно і плідно (наче передчуваючи нетривалість цих умов) науку і мистецтво найвищого рівня. Тому таким вагомим став тогочасний вітчизняний доробок і такий значний його внесок у світову культуру.